# Ljudevit Barić
Ljudevit Barić (Zagreb, 20. listopada 1902. – Zagreb, 19. rujna 1984.), hrvatski mineralog.

## Životopis
Već u studentskim danima pokazuje značajan interes za geologiju kada, zajedno s prof. dr. Franom Tućanom, objavljuje članak pod nazivom Bilješke o nekim mineralima Jugoslavije u časopisu Geološki anali Balkanskog poluostrva 1925. godine. 1927. godine diplomirao je na Filozofskom fakultetu. Na Sveučilištu u Heidelbergu 1929. godine specijalizirao je teodolitnu goniometriju kod Goldschmita, a kod profesora Erdmannsdorffera slušao je specijalna predavanja iz mineralogije. Specijalizirao je i osnovu rendgenostrukturne analize kristala u Leipzigu kod profesora Shiebolda, te fjodorovljevu teodolitnu mikroskopiju i ostale optičke metode na Sveučilištu u Ljubljani kod profesora Nikitina. Doktorirao je 1935. godine na Filozofskom fakultetu u Zagrebu disertacijom Disten od Prilepca sa Selečke planine u Makedoniji. Sljedeće godine disertacija mu je objavljena u Zeitschrift für Kristalographie.

## Znanstveni rad i doprinos
Nakon diplomiranja 1927. godine radio je u gimnazijama u Slavonskom Brodu i Koprivnici do 1932. godine kada počinje raditi u Mineraloško-petrografskom muzeju. U muzeju je radio najprije kao naučni suradnik, zatim naučni savjetnik i u konačnici ravnatelj muzeja. Tijekom rada u muzeju posvetio se kristalografiji i mineralogiji. Barić se smatra jednim od najboljih kristalografa svog doba. Provodio je opsežna i mukotrpna istraživanja na raznim mineralima te je bio stručnjak za određivanje rijetkih minerala i procjenu dragog kamenja. 1937. godine stječe veniam legendi te postaje privatni docent iz Kristalografije i fizikalne mineralogije na katedri za mineralogiju s petrografijom. Početkom 1941. godine izabran je za izvanrednog profesora fizičke mineralogije i kristalografije na Filozofskom fakultetu u Zagrebu, međutim kako je imenovanje uslijedilo nakon proglašenja Nezavisne Države Hrvatske, 10.4.1941., njegovo imenovanje je poništeno. Nakon osnutka NDH djeluje kao savjetnik u Saveznom ministarstvu rudarstva, Beograd. Od 1948. do 1950. godine radi u odsjeku za naučna istraživanja Komiteta za kinematografiju Savezne vlade u Zagrebu. Nedugo zatim je premješten na mjesto naučnog suradnika u Mineraloško-petrografskom muzeju, kasnije postaje naučnim savjetnikom i u konačnici ravnateljem muzeja. Tu funkciju je obnašao 19 godina. Predavao je na Prirodoslovno-matematičkom fakultetu te na Rudarsko-geološko-naftnom fakultetu u Zagrebu. Za svoj rad i doprinos mineralogiji i kristalografiji u Jugoslaviji nagrađen nagradom grada Zagreba 1973. godine i nagradom za životno djelo SR Hrvatske 1974. godine. Kako bi odali počast Bariću, Anto Jurilj je prema njemu nazvao jednu dijatomeju (Actinodiscus barićii), a Sturman i Mandarino su dali ime mineralu iz skupine vivijanita, barićit.

## Djela

### Knjige i udžbenici
1. Sumpor iz Varaždinskih toplica u Hrvatskoj : s dvije tabele i dvije slike u tekstu (1963.)
2. MIneralogija i petrografija (1967.)
3. Mikrofiziografija petrogenih minerala u suradnji s Miroslavom Tajedrom (1968.)
4. Minerali Bosne i Hercegovine. Knjiga I-silikati u suradnji s Fabijanom Trubeljom (1979.)
5. Minerali Bosne i Hercegovine  u suradnji s Fabijanom Trubeljom (1984.)

### Važniji znanstveni članci
1. Bilješke o nekim mineralima Jugoslavije, u suradnji s Franom Tućanom, u časopisu Geološki anali Balkanskog poluostrva (1925.)
2. Plumozit od Trepce kraj Kosovske Mitrovice u Glasniku Skopskog naučnog društva (1931.)[3]
3. Kromit kod nas i njegovo značenje u svjetskoj industriji u časopisu Priroda (1935.)[3]
4. Rutil od Prilepca i sa Bakarnog Gumna u Vardarskoj banovini u Glasniku hrvatskog prirodoslovnog društva (1936.)[3]
5. Barit iz Mažića(Trepča) kod Kosovske Mitrovice u Geološkom vjesniku (1954.)[3]
6. Celestite from the Abu Anz, Qusseir district, Egypt u geološkom vjesniku (1962.)[3]
7. Die Vivianitkristalle von Modriach, Koralpe u časopisu Der Karinthin (1965.)[3]
8. Topografske mineralogije iz nedalekog okoliša Jugoslavije i stanje u Jugoslaviji u Geološkom vjesniku (1970.)[3]
9. Anhidrit u kremenu bjelutku iz Zagrlskoga (Zagradskog) potoka kod Busovaceu Bosni u Glasniku Zemaljskog muzeja (1972/73.)[3]
10. Apatit iz pegmatitne žile Beluče kod sela Dunje u Makedoniji u Glasniku Prirodoslovnog muzeja (1976.)[3]
11. Mjere u draguljarstvu i zlatarstvu (bez rez.) u Informatica muzeologica (1979.)[3]

## Funkcije i članstva
1. član Njemačkog mineraloškog društva
2. član Hrvatskog kemijskog društva
3. član Hrvatskog prirodoslovnog društva
4. član Hrvatskog muzejskog društva
5. član Srpskog geološkog društva
6. član Internacionalnog stereološkog društva
7. član Hrvatskog geološkog društva
8. član Jugoslavenskog centra za kristalografiju
9. član komisije za mineralogiju i geokemiju Karpatskobalkanske geološke asocijacije
10. član redakcijskog odbora časopisa Geološki vjesnik
11. referent za mineralogiju u Zentrablatit für Mineralogie
12. referent za mineralogiju i petrologiju u časopisu Bulletin u Stuttgartu

## Vanjske poveznice
1. https://www.dmg-home.org/
2. http://www.geologija.hr/hr/  Arhivirana inačica izvorne stranice od 29. siječnja 2019. (Wayback Machine)
3. http://www.hpd.hr/
4. http://hrmud.hr/